# وینسنت آنستت
وینسنت آنستت (فرانسوی: Vincent Anstett‎؛ زادهٔ ۲۶ ژوئیهٔ ۱۹۸۲) شمشیرباز اهل فرانسه است.